# Centre de Convencions Internacional de Barcelona
El Centre de Convencions Internacional de Barcelona (CCIB) és un edifici situat al polígon de Diagonal Mar, inclòs a l'Inventari del Patrimoni Arquitectònic de Catalunya. El CCIB també gestiona l'Auditori Fòrum de l'Edifici Fòrum, amb el qual està unit mitjançant una rambla subterrània.

## Història
Va ser projectat entre el 2000 i el 2001 per l'arquitecte Josep Lluís Mateo conjuntament amb l'Edifici Fòrum, i es va construir entre el 2002 i el 2004 per al Fòrum Universal de les Cultures. En el seu capital hi participa el Gremi d'Hotels de Barcelona i ha estat escenari de cites nacionals i internacionals com la Cimera Euro-mediterrània de Caps d'Estat, el Congrés Mundial de la Natura (UICN), la Gala del 50è aniversari de TVE o el Congrés de Cardiologia Euro PCR.

## Descripció

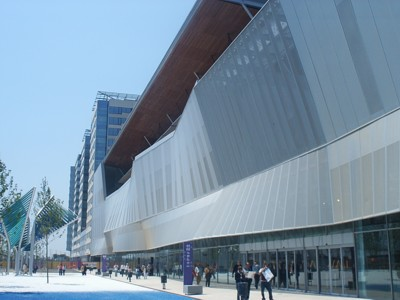
Façana posterior

Està situat davant de l'Edifici Fòrum i al costat del centre comercial Diagonal Mar. La façana principal sorprèn amb una pèrgola metàl·lica vermella enorme a l'entrada i unes lletres lligades grogues a sobre amb el nom de l'edifici. Aquesta part dona a l'Auditori del Fòrum, mentre que la façana sud està encarada al mar on disposa d'una gran finestra coberta de fusta per aprofitar les vistes. Un pas subterrani l'enllaça amb l'Auditori de l'Edifici Fòrum.
És una construcció de grans dimensions, amb una superfície total de 75.000 m² (o bé 120.000 m² si s'inclouen també l'hotel i oficines adjacents). Està dividida en espais i edificis de diferents usos, des de l'hotel fins a oficines, sales d'exposició i amplis vestíbuls. Té dos volums clarament diferenciats: d'una banda, l'estructura horitzontal destinada als congressos o convencions i, per l'altra, dues torres recolzades en el mateix edifici, que es destinen a hotel i oficines però que són marcadament diferents entre les dues torres i amb la resta. Les dues torres estan formades per un conjunt sòlid tallat al mig de l'altura, amb la qual cosa l'espai superior sembla suspès. Aquesta conformació de les masses es veu reforçada també per la diferència dels materials exteriors.
El Centre de Convencions és un edifici versàtil i funcional dissenyat per a tot tipus d'esdeveniment d'entre 5.000 a 15.000 persones i disposa d'un hall de 4.000 m², que dona accés a la sala de convencions i exposicions de més d'13.500 m², un espai espai diàfan, sense columnes, modulable a fins a 8 espais diferents. Per tal d'aconseguir-lo, es va construir una armadura de dimensions colossals a tot el perímetre de la planta.
Té tres plantes i dos entresols, tots ells envoltats per planxes d'acer perforades. Aquestes planxes estan col·locades de forma serpentejant formant línies sinuoses al llarg de la façana. La planta baixa disposa també d'un sòcol enfonsat amb vidrieres que trenca amb les altres plantes i proporciona llum natural.